# Mléč
Mléč (Sonchus) je rod s 50 až 100 druhy jednoletých nebo vytrvalých rostlin z čeledě hvězdnicovitých kde je řazen do podčeledě čekankové (Cichorioideae). Rostliny tohoto rodu mají speciální pletivo které obsahuje bílou lepkavou šťávu latex jež po zevním poranění z rostliny vytéká, tuhne a uzavírá poškozené cévy rostliny.

## Výskyt
Tento rod je prakticky rozšířen, vyjma oblastí přilehlých k pólům, po celé zeměkouli. Jeho druhy jsou dobře uzpůsobené prostředí ve kterém vyrůstají a dokáži se v konkurenci jiných rostlin dobře prosadit. V České republice vyrůstají čtyři druhy z nichž dva jsou vytrvalé mléč rolní a mléč bahenní a dva jednoleté, resp. ozimé mléč zelinný a mléč drsný. Z nich mléč bahenní je řazen k ohroženým druhům (C 2b).

## Popis
Mléče jsou rostliny s přímými jednoduchými či větvenými lodyhami nebo polokeře, lodyhy jsou většinou různě chlupaté. Mají kořeny kůlovité, výběžkaté nebo oddenky a v závislosti na druhu a úrodnosti stanoviště dorůstají do výše od 20 do 300 cm. Mívají listy bazální a lodyžní nebo jen lodyžní. Bazální jsou obvykle řapíkaté, lodyžní přisedlé. Čepele jsou tvaru podlouhlého, kopinatého nebo obkopinatého, bývají laločnatě zpeřené či zubaté a ostnité, někdy i celistvé. U některých druhů mohou být lodyhy i listy načervenalé.
Květní úbory rostoucí na stopkách vytvářejí vrcholičnatá nebo hroznovitá květenství. Úbory jsou veliké až 5 cm a obsahují 80 až 300 oboupohlavných jazykovitých kvítků, jejich koruny jsou žluté až oranžové, prašníky žluté až nahnědlé. Zákrovy jsou zvonkovitého nebo pohárovitého tvaru s 25 až 50 zelenými listeny uspořádanými ve 3 až 5 řadách. Listeny bývají obvykle čárkovité, kopinaté nebo trojúhelníkovité s ostrými vrcholy, okraje mají někdy blanité, často jsou chlupaté. Jednoleté druhy se rozmnožují pouze semeny která se snadno šíří anemochorně, některé víceleté i kořenovými oddělky.
Plody jsou jednosemenné, oválné až elipsoidní nažky bez zobáčku, na každé straně se 2 až 5 žebry a na vrcholku s bílým chmýřím.

## Význam
Rostliny rodu mléč byly globálně rozšířeny až v novodobé historii . Ve volné přírodě se šíří samovolně a mnohé s velkou konkurenceschopností jsou považovány za úporný plevel který ubírá užitkovým rostlinám vláhu a živiny, z pohledu ČR je za nejnepříjemnější považován vytrvalý druh mléč rolní.